# Сетекверче (Болцано)
Сетекверче је насеље у Италији у округу Болцано, региону Трентино-Јужни Тирол.
Према процени из 2011. у насељу је живело 640 становника. Насеље се налази на надморској висини од 248 м.